# 双酚S
双酚S（英語：Bisphenol S，缩写BPS）是一种芳香型有机化合物，化学式(HOC6H4)2SO2，和双酚A结构类似，同属于双酚系列，不过其中的次丙基基团(C(CH3)2)被替代为磺酰基基团(SO2)，即磺酰基与苯酚官能团形成的砜。BPS常用于快干型环氧树脂粘剂的固化。